# 霍爾巴利
49°57′48″N 25°7′12″E / 49.96333°N 25.12000°E
霍爾巴利（羅馬化：Horbali）是烏克蘭西部的村莊，隸屬利維夫州的佐洛奇夫區。該村面積0.17平方公里，海拔高度300米，2001年人口36，人口密度每平方公里211.76人。